# Kapljični tisk
Kapljični tisk je tiskarska tehnika neposrednega digitalnega tiska, kjer se črnilo brizga na tiskovni material. To tiskarsko tehniko krmili računalnik s svojim pomnilnikom. 

## Potek tiska
Tiskarska barva zaradi pritiska potuje iz barvnika v tiskarsko glavo s šobo in se nato oblikuje v curek. Hitrost tega curka modelira pogonski signal, ki ga proizvaja modulator. Slednji povzroči tudi vibracije šobe, tako da se po izhodu formira curek enakih in enakomernih kapljic. Kapljice zaradi različnih naklonov priletijo na različna mesta tiskovnega materiala in narišejo programirano reprodukcijo. 

## Delitev kapljičnega tiska

### Prekinjen tok črnila
- Termični kapljični tisk: Skozi šobo kapljice izstreli toplota, ki povzroči nastanek podtlaka in ta daje možnost ustvarjanja nove kapljice.
- Piezo kapljični tisk: Na podlagi deformiranja piezo kristalov nastajajo nove kapljice, ki so pod vplivom električne napetosti.
- Elektrostatični kapljični tisk